# Madre Rusia

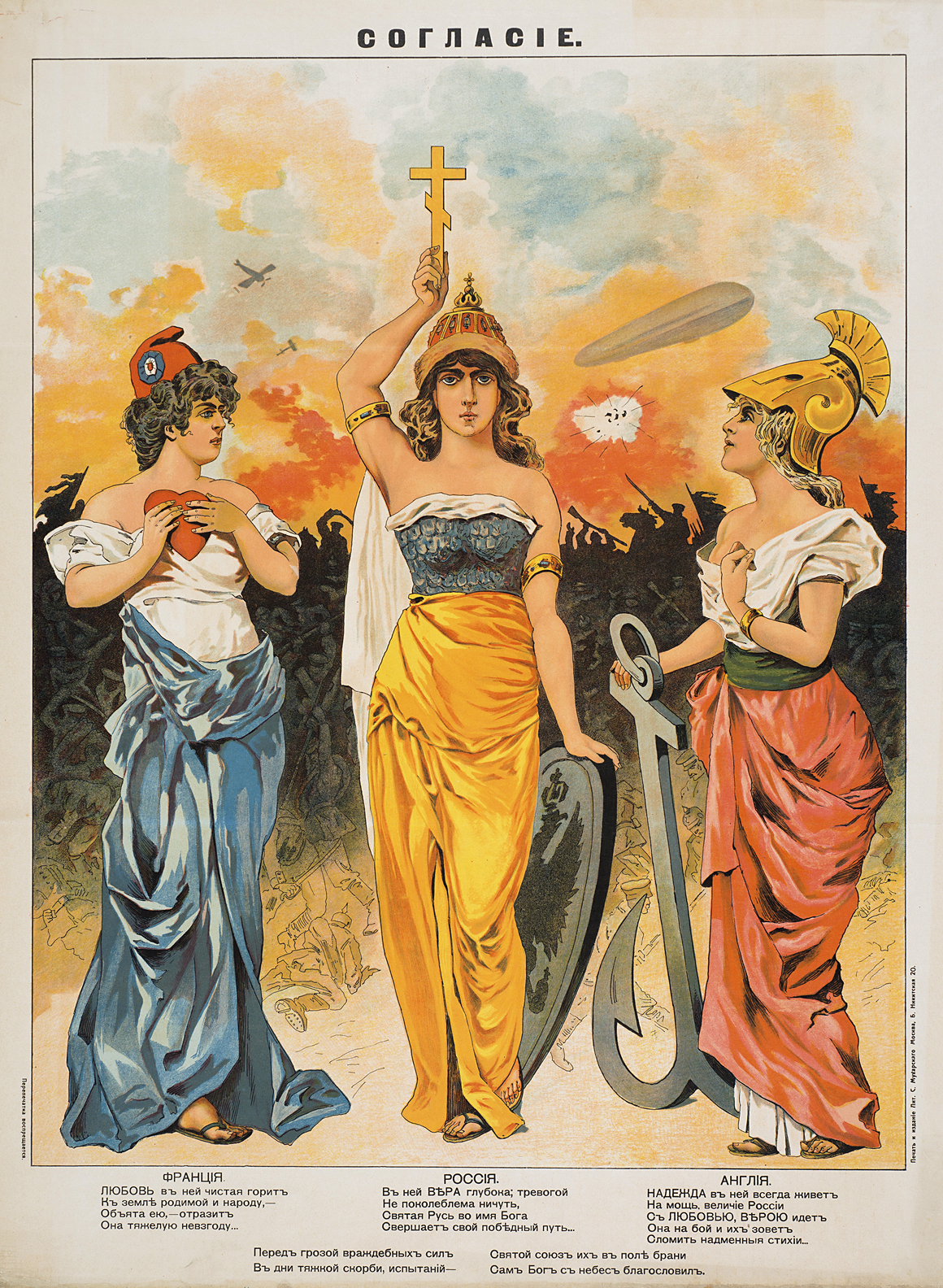
Cartel ruso de 1914 representando la Triple Entente: Marianne y Britannia aceptando el liderato de la Madre Rusia (en el centro) ante la llegada de la Primera Guerra Mundial.

La Madre Rusia (Ruso: Россия-Матушка, transliterado como Rossíya-Mátushka, textual Madrecita Rusia) es la personificación nacional de Rusia. Aparece en afiches patrióticos como estatuas, literatura, cine, etc.
Durante el periodo soviético, el término Madre de la Patria (Родина-Мать, Ródina-Mat) fue preferido, como representación de la Unión Soviética multiétnica. De todos modos, hay una semejanza clara entre la Madre Rusia de la época imperial y la figura soviética, sobre todo como representación durante y después de la Gran Guerra Patria, como en la Unión Soviética se denominaba el Frente Oriental de la Segunda Guerra Mundial.